# 에릭 앨런 크레이머
에릭 앨런 크레이머(Eric Allan Kramer, 1962년 3월 26일 ~ )는 미국의 배우이다.

## 출연 작품
- 피칭 텐츠 (2017)
- 모스틀리 고스틀리: 해브 유 멧 마이 굴프렌드? (2014)
- LA 아포칼립스 (2014)
- 아틀라스 슈러그드: 파트 3 (2014)
- 찰리야 부탁해 시즌1 (2010)
- 플라잉 바이 (2009, Flying By)
- 그릴드 (2006)
- 아메리칸 파이 3 - 아메리칸 웨딩 (2003)
- CSI 라스베가스 시즌1 (2000)
- 러프 라이더스 (1997)
- 굿모닝 스쿨 (1996)
- 못말리는 로빈 훗 (1993)
- 트루 로맨스 (1993)
- 검투사 (1990)
- 두 얼굴의 사나이 3 (1988)